# Tricyrtis macranthopsis
Tricyrtis macranthopsis är en liljeväxtart som beskrevs av Genkei Masamune. Tricyrtis macranthopsis ingår i släktet skuggliljor, och familjen liljeväxter. Inga underarter finns listade.

## Bildgalleri

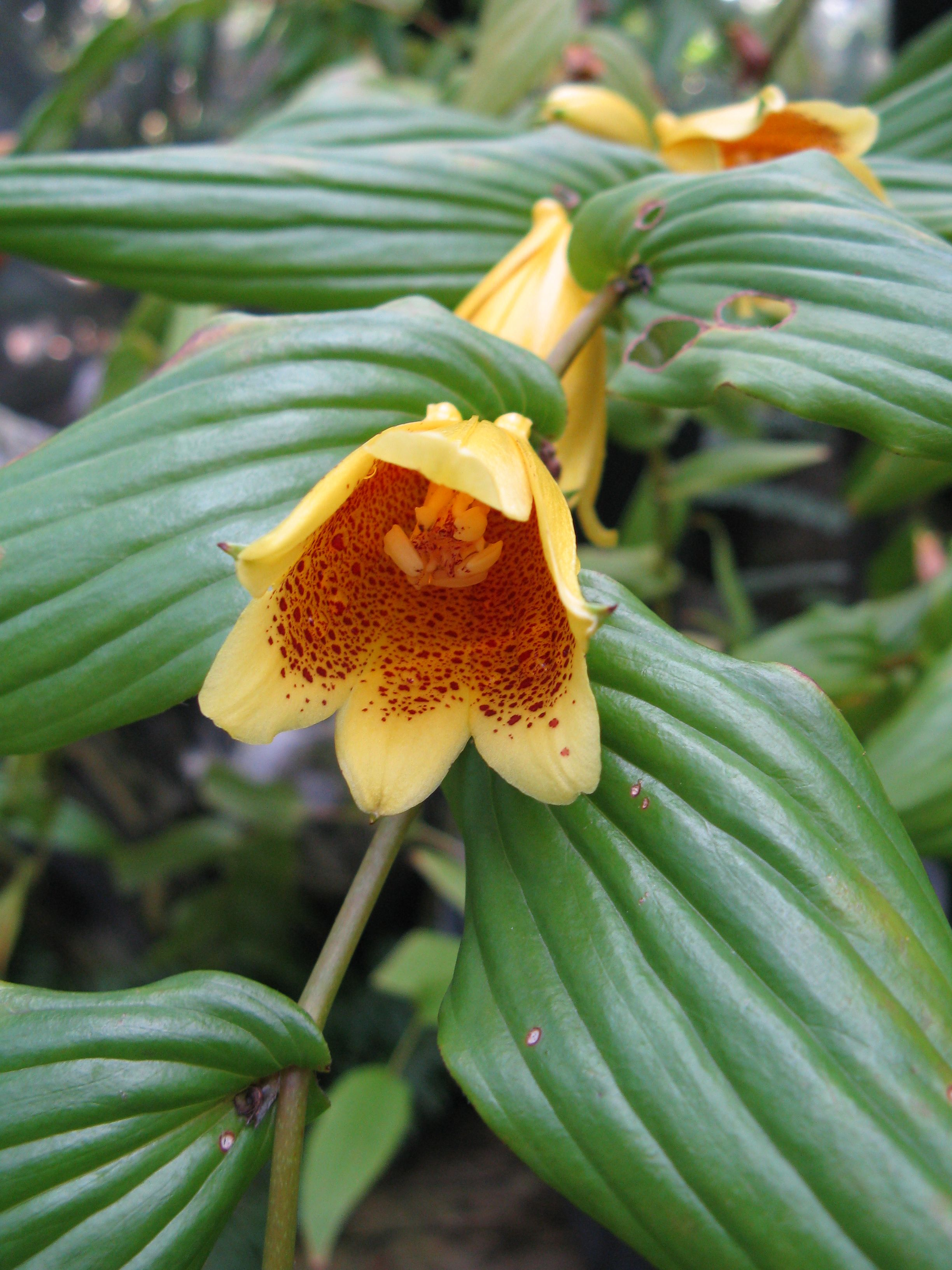